# Sebastián Sichel
Sebastián Iglesias Sichel Ramírez (Santiago del Cile, 30 luglio 1977) è un politico e avvocato cileno. È stato presidente della Banca di Stato del Cile e ministro nel secondo governo di Sebastián Piñera. È stato inoltre il candidato della coalizione di destra Chile Vamos per le elezioni presidenziali del 2021, arrivando quarto. 
È l'attuale sindaco del comune di Ñuñoa dopo aver vinto le elezioni comunali del 2024.

## Biografia
Ha conseguito un master in diritto pubblico dopo aver studiato alla Pontificia Università Cattolica del Cile. È stato direttore degli affari pubblici alla Burson Cohn & Wolfe e direttore associato di Paréntesis Estrategia.
Vicino alla famiglia dell'ex presidente Patricio Aylwin, ha aderito al Partito Democratico Cristiano (PDC) nel 2003. È stato candidato alle elezioni legislative del 2005 e del 2009, ma non è stato eletto. Non ha ottenuto la nomina del suo partito per le elezioni legislative del 2013, il che lo ha portato a lasciare il partito e ad essere molto critico nei suoi confronti, definendolo un "partito cannibale".
Insieme all'ex ministro Andrés Velasco, ha fondato il partito Fuerza Pública, che poi è diventato Ciudadanos, e ha considerato di candidarsi alle elezioni presidenziali del 2017 prima di rinunciare. Ha poi sostenuto Sebastián Piñera, il candidato della destra conservatrice.
È stato nominato vicepresidente della Corporación de Fomento de la Producción (CORFO) dal governo, ricoprendo questa carica da maggio 2018 a giugno 2019. È stato poi ministro dello sviluppo sociale e della famiglia fino a giugno 2020, poi presidente della Banca di Stato fino a dicembre 2020.

### Presidenziali del 2021
Nel luglio 2021, ha vinto le primarie della coalizione di destra Chile Vamos per le elezioni presidenziali del 2021, ottenendo il 49% dei voti, battendo Joaquín Lavín (31%), il candidato ultraconservatore considerato come uno dei favoriti alle elezioni. La sua vittoria inaspettata, anche se non apparteneva a nessun partito, è stata percepita come un disconoscimento dei partiti tradizionali. Più centrista dei suoi rivali, insiste sul sostegno all'imprenditoria, sul rafforzamento della libera concorrenza, e sullo snellimento dello Stato. Secondo gli analisti, è apprezzato dai mercati finanziari. È considerato un favorito del settore privato ed è sostenuto nella sua campagna presidenziale da figure economiche di spicco. Alle elezioni di novembre 2021 arriva  quarto, ottenendo solo il 12.79% dei voti, mentre la sua coalizione supera il 25%.